# Castelo de Pierrefort
O Château de Pierrefort é um castelo medieval em ruínas  na comuna de Martincourt na Meurthe-et-Moselle departamento da França na região de Lorena no nordeste da França.
Está classificado desde 1862 como monumento histórico pelo Ministério da Cultura da França.